# Coupe du monde de football des moins de 17 ans 1993
Navigation
Italie 1991 Équateur 1995
La Coupe du monde de football des moins de 17 ans 1993 est la cinquième édition de la coupe du monde de football des moins de 17 ans. La phase finale se déroule au Japon du 21 août au 4 septembre 1993. Seuls les joueurs nés après le 1er août 1976 peuvent participer au tournoi.
Le Brésil, qui n'a pas réussi à se qualifier par le biais du championnat sud-américain, est le grand absent de cette édition. On note la présence de l'équipe des moins de 17 ans de la «Représentation des Tchèques et Slovaques », qui est constituée des jeunes Tchécoslovaques, qui ont vu leur pays se diviser entre République tchèque et République slovaque depuis le 1er janvier. Cette éphémère sélection représente donc pour ce tournoi feu la Tchécoslovaquie.
Les équipes africaines réalisent encore de très belles performances puisque la finale oppose le Ghana, tenant du titre, au Nigéria, déjà vainqueur en 1985 et finaliste en 1987. C'est le Nigéria qui en sort vainqueur et devient la première équipe à être titrée à 2 reprises. Cette finale est la première -et pour le moment la seule- à opposer 2 pays d'une même confédération.

## Qualification
Les 16 équipes qualifiées pour le tournoi :
- Pays organisateur :  Japon
- Afrique (CAF) : Tournoi qualificatif de la CAF des moins de 17 ans 1993
  -  Ghana
  -  Nigeria
  -  Tunisie
- Asie (AFC) : Coupe d'Asie des nations de football des moins de 16 ans 1992
  -  Chine - Vainqueur
  -  Qatar - Finaliste
- Amérique du Nord et centrale (CONCACAF) : Championnat d'Amérique du Nord, centrale et Caraïbe de football des moins de 17 ans 1992
  -  États-Unis - Vainqueur
  -  Mexique - Finaliste
  -  Canada - Troisième
- Amérique du Sud (CONMEBOL) : Championnat des moins de 17 ans de la CONMEBOL 1993
  -  Colombie - Vainqueur
  -  Chili - Finaliste
  -  Argentine - Troisième
- Europe (UEFA) : Championnat d'Europe de football des moins de 17 ans 1993
  -  Pologne - Vainqueur
  -  Italie - Finaliste
  -  Tchécoslovaquie[1] - Troisième
- Océanie (OFC) : Tournoi qualificatif de l'OFC des moins de 17 ans 1993
  -  Australie - Vainqueur

## Phase finale
Règlement sur le temps de jeu
Dans cette catégorie d'âge, les joueurs disputent deux mi-temps de 40 minutes chacune, et éventuellement une prolongation de deux périodes de 10 minutes chacune, soit un temps règlementaire de 80 minutes, et un total après prolongation éventuelle de 100 minutes.

### Premier tour

#### Groupe A
| Classement final : |         |     |   |   |   |   |    |    |      |
|                    | Équipe  | Pts | J | G | N | P | BP | BC | Diff |
| 1                  | Ghana   | 6   | 3 | 3 | 0 | 0 | 9  | 1  | +8   |
| 2                  | Japon   | 3   | 3 | 1 | 1 | 1 | 2  | 2  | 0    |
| 3                  | Mexique | 2   | 3 | 1 | 0 | 2 | 4  | 7  | -3   |
| 4                  | Italie  | 1   | 3 | 0 | 1 | 2 | 1  | 6  | -5   |

| 21 août | Ghana   | 1 | 0 | Japon   |
| 22 août | Mexique | 2 | 1 | Italie  |
| 24 août | Japon   | 0 | 0 | Italie  |
|         | Ghana   | 4 | 1 | Mexique |
| 26 août | Japon   | 2 | 1 | Mexique |
|         | Ghana   | 4 | 0 | Italie  |

1re journée
| 21 août 1993 | Ghana     | 1 - 0 | Japon | Stade Olympique, Tokyo                            |                                                   |
| 19:30        | Fameye 5e |       |       | Spectateurs : 21 300 Arbitrage : Javier Castrilli | Spectateurs : 21 300 Arbitrage : Javier Castrilli |
| 19:30        | (Rapport) |       |       | Spectateurs : 21 300 Arbitrage : Javier Castrilli | Spectateurs : 21 300 Arbitrage : Javier Castrilli |

| 22 août 1993 | Mexique                     | 2 - 1 | Italie    | Universiade Memorial Stadium, Kōbe               |                                                  |
| 19:00        | Santa Cruz 38e · Garcia 69e |       | Totti 57e | Spectateurs : 2 000 Arbitrage : John Toro Rendón | Spectateurs : 2 000 Arbitrage : John Toro Rendón |
| 19:00        | (Rapport)                   |       |           | Spectateurs : 2 000 Arbitrage : John Toro Rendón | Spectateurs : 2 000 Arbitrage : John Toro Rendón |

2e journée
| 24 août 1993 | Ghana                                 | 4 - 1 | Mexique        | Universiade Memorial Stadium, Kōbe           |                                              |
| 17:00        | Dadzie 38e, 62e · Addo 52e · Duah 77e |       | Santa Cruz 56e | Spectateurs : 9 000 Arbitrage : Eric Blareau | Spectateurs : 9 000 Arbitrage : Eric Blareau |
| 17:00        | (Rapport)                             |       |                | Spectateurs : 9 000 Arbitrage : Eric Blareau | Spectateurs : 9 000 Arbitrage : Eric Blareau |

| 24 août 1993 | Japon     | 0 - 0 | Italie | Universiade Memorial Stadium, Kōbe                  |                                                     |
| 19:00        |           |       |        | Spectateurs : 9 000 Arbitrage : Jean-Fidèle Diramba | Spectateurs : 9 000 Arbitrage : Jean-Fidèle Diramba |
| 19:00        | (Rapport) |       |        | Spectateurs : 9 000 Arbitrage : Jean-Fidèle Diramba | Spectateurs : 9 000 Arbitrage : Jean-Fidèle Diramba |

3e journée
| 26 août 1993 | Ghana                                         | 4 - 0 | Italie | Universiade Memorial Stadium, Kōbe               |                                                  |
| 17:00        | Duah 22e · Addo 29e · Fameye 32e · Dadzie 71e |       |        | Spectateurs : 7 500 Arbitrage : John Toro Rendón | Spectateurs : 7 500 Arbitrage : John Toro Rendón |
| 17:00        | (Rapport)                                     |       |        | Spectateurs : 7 500 Arbitrage : John Toro Rendón | Spectateurs : 7 500 Arbitrage : John Toro Rendón |

| 26 août 1993 | Japon                      | 2 - 1 | Mexique   | Universiade Memorial Stadium, Kōbe               |                                                  |
| 19:00        | Funakoshi 6e · Matsuda 58e |       | Garcia 7e | Spectateurs : 7 500 Arbitrage : Javier Castrilli | Spectateurs : 7 500 Arbitrage : Javier Castrilli |
| 19:00        | (Rapport)                  |       |           | Spectateurs : 7 500 Arbitrage : Javier Castrilli | Spectateurs : 7 500 Arbitrage : Javier Castrilli |

#### Groupe B
| Classement final : |           |     |   |   |   |   |    |    |      |
|                    | Équipe    | Pts | J | G | N | P | BP | BC | Diff |
| 1                  | Nigeria   | 6   | 3 | 3 | 0 | 0 | 14 | 0  | +14  |
| 2                  | Australie | 3   | 3 | 1 | 1 | 1 | 7  | 4  | +3   |
| 3                  | Argentine | 3   | 3 | 1 | 1 | 1 | 7  | 6  | +1   |
| 4                  | Canada    | 0   | 3 | 0 | 0 | 3 | 0  | 18 | -18  |

| 22 août | Australie | 2 | 2 | Argentine |
|         | Nigeria   | 8 | 0 | Canada    |
| 24 août | Australie | 5 | 0 | Canada    |
|         | Nigeria   | 4 | 0 | Argentine |
| 26 août | Nigeria   | 2 | 0 | Australie |
|         | Argentine | 5 | 0 | Canada    |

1re journée
| 22 août 1993 | Australie                   | 2 - 2 | Argentine                | Mizuho Athletic Stadium, Nagoya              |                                              |
| 17:00        | Naglieri 6e · Ristevski 27e |       | Garcia 34e · Biagini 57e | Spectateurs : 7 952 Arbitrage : Anders Frisk | Spectateurs : 7 952 Arbitrage : Anders Frisk |
| 17:00        | (Rapport)                   |       |                          | Spectateurs : 7 952 Arbitrage : Anders Frisk | Spectateurs : 7 952 Arbitrage : Anders Frisk |

| 22 août 1993 | Nigeria                                                                       | 8 - 0 | Canada | Mizuho Athletic Stadium, Nagoya                             |                                                             |
| 19:00        | Kanu 1re, 24e, 65e (pen.) · Anosike 36e, 68e · Babangida 43e, 77e · Odini 76e |       |        | Spectateurs : 7 952 Arbitrage : Salvador Imperatore Marcone | Spectateurs : 7 952 Arbitrage : Salvador Imperatore Marcone |
| 19:00        | (Rapport)                                                                     |       |        | Spectateurs : 7 952 Arbitrage : Salvador Imperatore Marcone | Spectateurs : 7 952 Arbitrage : Salvador Imperatore Marcone |

2e journée
| 24 août 1993 | Australie                                          | 5 - 0 | Canada | Mizuho Athletic Stadium, Nagoya               |                                               |
| 17:00        | Carter 5e, 12e · Bilokapic 48e, 55e · Bosevski 68e |       |        | Spectateurs : 6 810 Arbitrage : Sándor Piller | Spectateurs : 6 810 Arbitrage : Sándor Piller |
| 17:00        | (Rapport)                                          |       |        | Spectateurs : 6 810 Arbitrage : Sándor Piller | Spectateurs : 6 810 Arbitrage : Sándor Piller |

| 24 août 1993 | Nigeria                                 | 4 - 0 | Argentine | Mizuho Athletic Stadium, Nagoya              |                                              |
| 19:00        | Oruma 60e, 79e · Anosike 62e · Kanu 66e |       |           | Spectateurs : 6 810 Arbitrage : Anders Frisk | Spectateurs : 6 810 Arbitrage : Anders Frisk |
| 19:00        | (Rapport)                               |       |           | Spectateurs : 6 810 Arbitrage : Anders Frisk | Spectateurs : 6 810 Arbitrage : Anders Frisk |

3e journée
| 26 août 1993 | Nigeria              | 2 - 0 | Australie | Gifu Memorial Center, Gifu                                  |                                                             |
| 17:00        | Kanu 51e · Oruma 68e |       |           | Spectateurs : 5 732 Arbitrage : Salvador Imperatore Marcone | Spectateurs : 5 732 Arbitrage : Salvador Imperatore Marcone |
| 17:00        | (Rapport)            |       |           | Spectateurs : 5 732 Arbitrage : Salvador Imperatore Marcone | Spectateurs : 5 732 Arbitrage : Salvador Imperatore Marcone |

| 26 août 1993 | Argentine                                                             | 5 - 0 | Canada | Gifu Memorial Center, Gifu                    |                                               |
| 19:00        | Vilarino 13e · Dominguez 24e · Grande 33e · Biagini 61e · Cantoro 70e |       |        | Spectateurs : 5 732 Arbitrage : Sándor Piller | Spectateurs : 5 732 Arbitrage : Sándor Piller |
| 19:00        | (Rapport)                                                             |       |        | Spectateurs : 5 732 Arbitrage : Sándor Piller | Spectateurs : 5 732 Arbitrage : Sándor Piller |

#### Groupe C
| Classement final : |                 |     |   |   |   |   |    |    |      |
|                    | Équipe          | Pts | J | G | N | P | BP | BC | Diff |
| 1                  | Tchécoslovaquie | 5   | 3 | 2 | 1 | 0 | 7  | 3  | +4   |
| 2                  | États-Unis      | 3   | 3 | 1 | 1 | 1 | 8  | 5  | +3   |
| 3                  | Colombie        | 2   | 3 | 1 | 0 | 2 | 3  | 6  | -3   |
| 4                  | Qatar           | 2   | 3 | 1 | 0 | 2 | 3  | 7  | -4   |

| 22 août | Colombie        | 0 | 2 | Qatar      |
|         | Tchécoslovaquie | 2 | 2 | États-Unis |
| 24 août | États-Unis      | 1 | 2 | Colombie   |
|         | Tchécoslovaquie | 2 | 0 | Qatar      |
| 26 août | Tchécoslovaquie | 3 | 1 | Colombie   |
|         | États-Unis      | 5 | 1 | Qatar      |

1re journée
| 22 août 1993 | Colombie  | 0 - 2 | Qatar              | Nishikyogoku Athletic Stadium, Kyoto             |                                                  |
| 17:00        |           |       | Al-Otaibi 10e, 66e | Spectateurs : 4 500 Arbitrage : Benito Archundia | Spectateurs : 4 500 Arbitrage : Benito Archundia |
| 17:00        | (Rapport) |       |                    | Spectateurs : 4 500 Arbitrage : Benito Archundia | Spectateurs : 4 500 Arbitrage : Benito Archundia |

| 22 août 1993 | Tchécoslovaquie        | 2 - 2 | États-Unis               | Nishikyogoku Athletic Stadium, Kyoto        |                                             |
| 19:00        | Sionko 37e · Ruman 42e |       | Venditti 12e · Armas 52e | Spectateurs : 4 500 Arbitrage : Alhagi Faye | Spectateurs : 4 500 Arbitrage : Alhagi Faye |
| 19:00        | (Rapport)              |       |                          | Spectateurs : 4 500 Arbitrage : Alhagi Faye | Spectateurs : 4 500 Arbitrage : Alhagi Faye |

2e journée
| 24 août 1993 | États-Unis | 1 - 2 | Colombie                   | Nishikyogoku Athletic Stadium, Kyoto               |                                                    |
| 17:00        | Cooks 41e  |       | Ciciliano 24e · Madrid 42e | Spectateurs : 8 200 Arbitrage : José Mendes Pratas | Spectateurs : 8 200 Arbitrage : José Mendes Pratas |
| 17:00        | (Rapport)  |       |                            | Spectateurs : 8 200 Arbitrage : José Mendes Pratas | Spectateurs : 8 200 Arbitrage : José Mendes Pratas |

| 24 août 1993 | Tchécoslovaquie              | 2 - 0 | Qatar | Nishikyogoku Athletic Stadium, Kyoto        |                                             |
| 19:00        | Spanik 8e (pen.) · Ruman 78e |       |       | Spectateurs : 8 200 Arbitrage : Alhagi Faye | Spectateurs : 8 200 Arbitrage : Alhagi Faye |
| 19:00        | (Rapport)                    |       |       | Spectateurs : 8 200 Arbitrage : Alhagi Faye | Spectateurs : 8 200 Arbitrage : Alhagi Faye |

3e journée
| 26 août 1993 | Tchécoslovaquie                     | 3 - 1 | Colombie      | Nishikyogoku Athletic Stadium, Kyoto             |                                                  |
| 17:00        | Vapenik 28e · Rada 56e · Novota 77e |       | Ciciliano 66e | Spectateurs : 3 700 Arbitrage : Benito Archundia | Spectateurs : 3 700 Arbitrage : Benito Archundia |
| 17:00        | (Rapport)                           |       |               | Spectateurs : 3 700 Arbitrage : Benito Archundia | Spectateurs : 3 700 Arbitrage : Benito Archundia |

| 26 août 1993 | États-Unis                                     | 5 - 1 | Qatar        | Nishikyogoku Athletic Stadium, Kyoto               |                                                    |
| 19:00        | Venditti 13e · Moore 14e, 47e, 53e · Cooks 72e |       | Al-Enazi 55e | Spectateurs : 3 700 Arbitrage : José Mendes Pratas | Spectateurs : 3 700 Arbitrage : José Mendes Pratas |
| 19:00        | (Rapport)                                      |       |              | Spectateurs : 3 700 Arbitrage : José Mendes Pratas | Spectateurs : 3 700 Arbitrage : José Mendes Pratas |

#### Groupe D
| Classement final : |         |     |   |   |   |   |    |    |      |
|                    | Équipe  | Pts | J | G | N | P | BP | BC | Diff |
| 1                  | Pologne | 5   | 3 | 2 | 1 | 0 | 8  | 4  | +4   |
| 2                  | Chili   | 4   | 3 | 1 | 2 | 0 | 7  | 5  | +2   |
| 3                  | Tunisie | 2   | 3 | 1 | 0 | 2 | 2  | 5  | -3   |
| 4                  | Chine   | 1   | 3 | 0 | 1 | 2 | 2  | 5  | -3   |

| 22 août | Chili   | 2 | 2 | Chine   |
|         | Pologne | 3 | 1 | Tunisie |
| 24 août | Chili   | 2 | 0 | Tunisie |
|         | Pologne | 2 | 0 | Chine   |
| 26 août | Pologne | 3 | 3 | Chili   |
|         | Tunisie | 1 | 0 | Chine   |

1re journée
| 22 août 1993 | Chili                    | 2 - 2 | Chine                       | Hiroshima Stadium, Hiroshima               |                                            |
| 17:00        | Neira 62e · Rozental 67e |       | Yu Genwei 18e · Yao Xia 60e | Spectateurs : 1 608 Arbitrage : Brian Hall | Spectateurs : 1 608 Arbitrage : Brian Hall |
| 17:00        | (Rapport)                |       |                             | Spectateurs : 1 608 Arbitrage : Brian Hall | Spectateurs : 1 608 Arbitrage : Brian Hall |

| 22 août 1993 | Pologne                                           | 3 - 1 | Tunisie    | Hiroshima Stadium, Hiroshima                     |                                                  |
| 19:00        | Kosztowniak 26e · Terlecki 57e · Wyczalkowski 79e |       | Arouri 54e | Spectateurs : 1 608 Arbitrage : Omer Al-Mehannah | Spectateurs : 1 608 Arbitrage : Omer Al-Mehannah |
| 19:00        | (Rapport)                                         |       |            | Spectateurs : 1 608 Arbitrage : Omer Al-Mehannah | Spectateurs : 1 608 Arbitrage : Omer Al-Mehannah |

2e journée
| 24 août 1993 | Chili                | 2 - 0 | Tunisie | Hiroshima Stadium, Hiroshima                     |                                                  |
| 17:00        | Tapia 4e · Neira 48e |       |         | Spectateurs : 1 503 Arbitrage : Shinichiro Obata | Spectateurs : 1 503 Arbitrage : Shinichiro Obata |
| 17:00        | (Rapport)            |       |         | Spectateurs : 1 503 Arbitrage : Shinichiro Obata | Spectateurs : 1 503 Arbitrage : Shinichiro Obata |

| 24 août 1993 | Pologne                           | 2 - 0 | Chine | Hiroshima Stadium, Hiroshima                     |                                                  |
| 19:00        | Kosztowniak 48e · Andruszczak 78e |       |       | Spectateurs : 1 503 Arbitrage : Omer Al-Mehannah | Spectateurs : 1 503 Arbitrage : Omer Al-Mehannah |
| 19:00        | (Rapport)                         |       |       | Spectateurs : 1 503 Arbitrage : Omer Al-Mehannah | Spectateurs : 1 503 Arbitrage : Omer Al-Mehannah |

3e journée
| 26 août 1993 | Pologne                            | 3 - 3 | Chili                                        | Hiroshima Stadium, Hiroshima                     |                                                  |
| 17:00        | Orlinski 14e, 34e · Wichniarek 43e |       | Osorio 38e · Rozental 61e (pen.) · Neira 67e | Spectateurs : 4 851 Arbitrage : Shinichiro Obata | Spectateurs : 4 851 Arbitrage : Shinichiro Obata |
| 17:00        | (Rapport)                          |       |                                              | Spectateurs : 4 851 Arbitrage : Shinichiro Obata | Spectateurs : 4 851 Arbitrage : Shinichiro Obata |

| 26 août 1993 | Tunisie    | 1 - 0 | Chine | Hiroshima Stadium, Hiroshima                 |                                              |
| 19:00        | Arouri 23e |       |       | Spectateurs : 4 851 Arbitrage : Eric Blareau | Spectateurs : 4 851 Arbitrage : Eric Blareau |
| 19:00        | (Rapport)  |       |       | Spectateurs : 4 851 Arbitrage : Eric Blareau | Spectateurs : 4 851 Arbitrage : Eric Blareau |

### Tableau final
|  | Quarts de finale    | Quarts de finale | Quarts de finale    | Quarts de finale |         |         | Demi-finales            | Demi-finales            | Demi-finales                  | Demi-finales                  |                               |                               | Finale              | Finale              | Finale              | Finale              |
|  |                     |                  |                     |                  |         |         |                         |                         |                               |                               |                               |                               |                     |                     |                     |                     |
|  | 29 août - Gifu      | 29 août - Gifu   | 29 août - Gifu      | 29 août - Gifu   |         |         | 1 septembre - Hiroshima | 1 septembre - Hiroshima | 1 septembre - Hiroshima       | 1 septembre - Hiroshima       |                               |                               | 4 septembre - Tokyo | 4 septembre - Tokyo | 4 septembre - Tokyo | 4 septembre - Tokyo |
|  | 29 août - Gifu      | 29 août - Gifu   | 29 août - Gifu      | 29 août - Gifu   |         |         | 1 septembre - Hiroshima | 1 septembre - Hiroshima | 1 septembre - Hiroshima       | 1 septembre - Hiroshima       |                               |                               | 4 septembre - Tokyo | 4 septembre - Tokyo | 4 septembre - Tokyo | 4 septembre - Tokyo |
|  | Nigeria             | Nigeria          | 2                   | 2                |         |         | 1 septembre - Hiroshima | 1 septembre - Hiroshima | 1 septembre - Hiroshima       | 1 septembre - Hiroshima       |                               |                               | 4 septembre - Tokyo | 4 septembre - Tokyo | 4 septembre - Tokyo | 4 septembre - Tokyo |
|  | Nigeria             | Nigeria          | 2                   | 2                |         |         | 1 septembre - Hiroshima | 1 septembre - Hiroshima | 1 septembre - Hiroshima       | 1 septembre - Hiroshima       |                               |                               | 4 septembre - Tokyo | 4 septembre - Tokyo | 4 septembre - Tokyo | 4 septembre - Tokyo |
|  | Japon               | Japon            | 1                   | 1                |         |         | 1 septembre - Hiroshima | 1 septembre - Hiroshima | 1 septembre - Hiroshima       | 1 septembre - Hiroshima       |                               |                               | 4 septembre - Tokyo | 4 septembre - Tokyo | 4 septembre - Tokyo | 4 septembre - Tokyo |
|  | Japon               | Japon            | 1                   | 1                | Nigeria | Nigeria | 2                       | 2                       |                               |                               |                               |                               | 4 septembre - Tokyo | 4 septembre - Tokyo | 4 septembre - Tokyo | 4 septembre - Tokyo |
|  | 29 août - Hiroshima |                  |                     |                  | Nigeria | Nigeria | 2                       | 2                       |                               |                               |                               |                               | 4 septembre - Tokyo | 4 septembre - Tokyo | 4 septembre - Tokyo | 4 septembre - Tokyo |
|  |                     |                  | Pologne             | Pologne          | 1       | 1       |                         |                         |                               |                               |                               |                               | 4 septembre - Tokyo | 4 septembre - Tokyo | 4 septembre - Tokyo | 4 septembre - Tokyo |
|  | Pologne             | Pologne          | Pologne             | Pologne          | 1       | 1       | 3                       | 3                       |                               |                               |                               |                               | 4 septembre - Tokyo | 4 septembre - Tokyo | 4 septembre - Tokyo | 4 septembre - Tokyo |
|  | Pologne             | Pologne          | 1 septembre - Tokyo |                  |         |         | 3                       | 3                       |                               |                               |                               |                               | 4 septembre - Tokyo | 4 septembre - Tokyo | 4 septembre - Tokyo | 4 septembre - Tokyo |
|  | États-Unis          | États-Unis       | 0                   | 0                |         |         |                         |                         |                               |                               |                               |                               | 4 septembre - Tokyo | 4 septembre - Tokyo | 4 septembre - Tokyo | 4 septembre - Tokyo |
|  | États-Unis          | États-Unis       | 0                   | 0                | Nigeria | Nigeria | 2                       | 2                       |                               |                               |                               |                               |                     |                     |                     |                     |
|  | 29 août - Kobe      |                  |                     |                  | Nigeria | Nigeria | 2                       | 2                       |                               |                               |                               |                               |                     |                     |                     |                     |
|  |                     |                  | Ghana               | Ghana            | 1       | 1       |                         |                         |                               |                               |                               |                               |                     |                     |                     |                     |
|  | Ghana               | Ghana            | Ghana               | Ghana            | 1       | 1       | 1ap                     | 1ap                     |                               |                               |                               |                               |                     |                     |                     |                     |
|  | Ghana               | Ghana            |                     |                  |         |         |                         |                         |                               |                               |                               |                               |                     |                     |                     |                     |
|  | Australie           | Australie        | 0                   | 0                |         |         |                         |                         |                               |                               |                               |                               |                     |                     |                     |                     |
|  | Australie           | Australie        | 0                   | 0                | Ghana   | Ghana   | 3                       | 3                       | Match pour la troisième place | Match pour la troisième place | Match pour la troisième place | Match pour la troisième place |                     |                     |                     |                     |
|  | 29 août - Kyoto     |                  |                     |                  | Ghana   | Ghana   | 3                       | 3                       | Match pour la troisième place | Match pour la troisième place | Match pour la troisième place | Match pour la troisième place |                     |                     |                     |                     |
|  |                     |                  | Chili               | Chili            | 0       | 0       |                         |                         | 3 septembre - Tokyo           | 3 septembre - Tokyo           | 3 septembre - Tokyo           | 3 septembre - Tokyo           |                     |                     |                     |                     |
|  | Tchécoslovaquie     | Tchécoslovaquie  | Chili               | Chili            | 0       | 0       | 1                       | 1                       | 3 septembre - Tokyo           | 3 septembre - Tokyo           | 3 septembre - Tokyo           | 3 septembre - Tokyo           |                     |                     |                     |                     |
|  | Tchécoslovaquie     | Tchécoslovaquie  |                     |                  |         |         |                         | 1                       |                               |                               | Pologne                       | Pologne                       | 1ap (2)             | 1ap (2)             |                     |                     |
|  | Chili               | Chili            | 4                   | 4                |         |         |                         |                         |                               |                               | Pologne                       | Pologne                       | 1ap (2)             | 1ap (2)             |                     |                     |
|  | Chili               | Chili            | 4                   | 4                | Chili   | Chili   | 1 tab(4)                | 1 tab(4)                |                               |                               |                               |                               |                     |                     |                     |                     |
|  |                     |                  |                     |                  |         |         |                         |                         |                               |                               |                               |                               |                     |                     |                     |                     |

#### Quarts de finale
| 29 août 1993 | Nigeria               | 2 - 1 | Japon        | Gifu Memorial Center, Gifu                     |                                                |
| 19:00        | Oruma 1re · Odini 40e |       | H.Nakata 56e | Spectateurs : 19 000 Arbitrage : Sándor Piller | Spectateurs : 19 000 Arbitrage : Sándor Piller |
| 19:00        | (Rapport)             |       |              | Spectateurs : 19 000 Arbitrage : Sándor Piller | Spectateurs : 19 000 Arbitrage : Sándor Piller |

| 29 août 1993 | Pologne                                       | 3 - 0 | États-Unis | Hiroshima                                        |                                                  |
| 19:00        | Terlecki 39e · Kosztowniak 59e · Maghiera 80e |       |            | Spectateurs : 2 854 Arbitrage : John Toro Rendón | Spectateurs : 2 854 Arbitrage : John Toro Rendón |
| 19:00        | (Rapport)                                     |       |            | Spectateurs : 2 854 Arbitrage : John Toro Rendón | Spectateurs : 2 854 Arbitrage : John Toro Rendón |

| 29 août 1993 | Ghana     | 1 - 0 a. p. · | Australie | Universiade Memorial Stadium, Kōbe                |                                                   |
| 19:00        | Addo 92e  |               |           | Spectateurs : 10 000 Arbitrage : Benito Archundia | Spectateurs : 10 000 Arbitrage : Benito Archundia |
| 19:00        | (Rapport) |               |           | Spectateurs : 10 000 Arbitrage : Benito Archundia | Spectateurs : 10 000 Arbitrage : Benito Archundia |

| 29 août 1993 | Tchécoslovaquie | 1 - 4 | Chili                                            | Stade Nishikyogoku, Kyoto                           |                                                     |
| 19:00        | Ruman 40e       |       | Rozental 11e (pen.) · Tapia 31e · Neira 65e, 66e | Spectateurs : 7 500 Arbitrage : Jean-Fidèle Diramba | Spectateurs : 7 500 Arbitrage : Jean-Fidèle Diramba |
| 19:00        | (Rapport)       |       |                                                  | Spectateurs : 7 500 Arbitrage : Jean-Fidèle Diramba | Spectateurs : 7 500 Arbitrage : Jean-Fidèle Diramba |

#### Demi-finales
| 1er septembre 1993 | Ghana                             | 3 - 0 | Chili | Stade Olympique, Tokyo                       |                                              |
| 19:00              | Fameye 29e · Armah 48e · Duah 80e |       |       | Spectateurs : 7 500 Arbitrage : Anders Frisk | Spectateurs : 7 500 Arbitrage : Anders Frisk |
| 19:00              | (Rapport)                         |       |       | Spectateurs : 7 500 Arbitrage : Anders Frisk | Spectateurs : 7 500 Arbitrage : Anders Frisk |

| 1er septembre 1993 | Nigeria                 | 2 - 1 | Pologne        | Hiroshima                                        |                                                  |
| 19:00              | Oruma 52e · Anosike 57e |       | Szymkowiak 79e | Spectateurs : 2 500 Arbitrage : Benito Archundia | Spectateurs : 2 500 Arbitrage : Benito Archundia |
| 19:00              | (Rapport)               |       |                | Spectateurs : 2 500 Arbitrage : Benito Archundia | Spectateurs : 2 500 Arbitrage : Benito Archundia |

#### Match pour la3eplace
| 3 septembre 1993 | Pologne           | 1 - 1 a. p. | Chili               | Stade Olympique, Tokyo                            |                                                   |
| 16:30            | Poli 26e (csc)    |             | Rozental 77e (pen.) | Spectateurs : 15 000 Arbitrage : Omer Al-Mehannah | Spectateurs : 15 000 Arbitrage : Omer Al-Mehannah |
| 16:30            | (Rapport)         |             |                     | Spectateurs : 15 000 Arbitrage : Omer Al-Mehannah | Spectateurs : 15 000 Arbitrage : Omer Al-Mehannah |
| 16:30            | Tirs au but 2 - 4 |             |                     | Spectateurs : 15 000 Arbitrage : Omer Al-Mehannah | Spectateurs : 15 000 Arbitrage : Omer Al-Mehannah |

#### Finale
| 4 septembre 1993 | Nigeria                | 2 - 1 | Ghana      | Stade Olympique, Tokyo                            |                                                   |
| 16:30            | Oruma 3e · Anosike 75e |       | Fameye 80e | Spectateurs : 22 000 Arbitrage : Javier Castrilli | Spectateurs : 22 000 Arbitrage : Javier Castrilli |
| 16:30            | (Rapport)              |       |            | Spectateurs : 22 000 Arbitrage : Javier Castrilli | Spectateurs : 22 000 Arbitrage : Javier Castrilli |

## Récompenses

### Meilleurs buteurs
| Place | Nom           | Equipe  | Buts |
| 1     | Wilson Oruma  | Nigeria | 6    |
| 2     | Peter Anosike | Nigeria | 5    |
| 3     | Manuel Neira  | Chili   | 5    |
| 4     | Nwankwo Kanu  | Nigeria | 5    |

### Meilleur joueur
À la fin de la compétition, la FIFA remet un Ballon d'Or au meilleur joueur du tournoi. Pour cette édition, c'est le milieu de terrain ghanéen Daniel Addo, finaliste malheureux avec son équipe, qui reçoit le trophée.

### Prix du fair-play FIFA
C'est la sélection du Nigéria qui reçoit le prix du fair-play de la part d'un jury. Ce prix récompense l'état d'esprit et le jeu "propre" de l'équipe.